# Windbalea
Windbalea is een geslacht van rechtvleugeligen uit de familie sabelsprinkhanen (Tettigoniidae). De wetenschappelijke naam van dit geslacht is voor het eerst geldig gepubliceerd in 1993 door Rentz.

## Soorten
Het geslacht Windbalea omvat de volgende soorten:
- Windbalea viride Rentz, 1993
- Windbalea warrooa Rentz, 1993